# Ignorance (album)
Albums de Sacred Reich
The American Way
(1990)
Ignorance est le premier album studio du groupe de thrash metal américain Sacred Reich sorti le 13 octobre 1987.

## Liste des titres
| No | Titre                    | Musique                 | Durée |
| -- | ------------------------ | ----------------------- | ----- |
| 1. | Death Squad              | Phil Rind               | 4:24  |
| 2. | Victim of Demise         | Phil Rind               | 3:35  |
| 3. | Layed to Rest            | Wiley Arnett            | 2:20  |
| 4. | Ignorance                | Phil Rind               | 4:07  |
| 5. | No Believers             | Phil Rind, Jason Rainey | 3:23  |
| 6. | Violent Solutions        | Phil Rind, Jason Rainey | 4:16  |
| 7. | Rest in Peace            | Phil Rind, Jason Rainey | 3:45  |
| 8. | Sacred Reich             | Phil Rind               | 3:17  |
| 9. | Administrative Decisions | Phil Rind               | 3:27  |

Le morceau Layed to Rest est un instrumental. Le morceau Death Squad est souvent comparé au morceau Agent Orange de Sodom, à cause de leurs riffs introductifs très similaires.

## Composition du groupe
- Phil Rind - Chant et basse.
- Wiley Arnett - Guitare solo.
- Jason Rainey - Guitare rythmique.
- Greg Hall - Batterie.

## Membres additionnels
- Bill Metoyer - Production et ingénieur du son[2].
- Scott Campbell - Ingénieur du son (assistant).
- Ken Paulakovich - Ingénieur du son (assistant).
- Richard McIntosh - Ingénieur du son (assistant).
- Brian Slagel - Producteur délégué.
- Paul Stottler - Artwork.
- Michael Richards - Photos.
- Ralph Bland - Illustration.
- Brian Carlstrom - Ingénieur du son (réédition).
- Scott Jerrell - Ingénieur du son (réédition).
- Scott Porterfield - Ingénieur du son (réédition).
- Terry McGill - Ingénieur du son (réédition).
- Tre Collier - Ingénieur du son (réédition).